# محمد معزی
امیر ابوعبدالله محمد پسر عبدالملک مُعِزّی نیشابوری شاعر ایرانی پارسی‌گوی بود. پدرش عبدالملک برهانی از شاعران دربار الب ارسلان بود و در اوایل سلطنت ملکشاه سلجوقی وفات یافت و محمد فرزندش، به جای او به خدمت سلطان ملکشاه درآمد و تخلص شعری خود «معزی» را از لقب سلطان که «معزالدین» بود، اقتباس کرد. معزی شاعر بزرگ دربار ملکشاه سلجوقی بود و از سوی این پادشاه لقب امیر گرفت.
پس از مرگ ملکشاه، معزی به سلطان سنجر درآمد. روایت شده است که روزی در شکارگاه تیر سلطان به سینه او خورد و او هر چند از زخم این تیر زنده ماند، امّا مدت‌ها تیر در سینه‌اش جای داشت و از آسیب آن رنج می‌برد. معزی در سال ۵۲۱ هجری قمری وفات یافت.

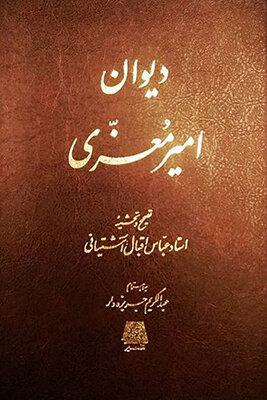

دیوان او مشتمل بر هجده‌هزار بیت شعر به زبان فارسی است. بیشتر اشعار معزی قصیده و غزل مدحی و توصیفی است. بنا بر گفته‌ای، انوری در این بیت معزی را به تقلید از اشعار دیگر شعرا متهم می‌کند؛ که تأثیر عنصری و فرخی سیستانی در اشعار او دیده می‌شود:
| کس دانم از اکابر گردن کشان نظم |  | کو را صریح خون دو دیوان به گردن است |

## زندگی و مرگ
وی پسر امیرالشعرا، عبدالملک برهانی نیشابوری بود و از راه‌یافتن خود به دربار ملکشاه سلجوقی به وسیله امیرعلی فرامرز ندیم و داماد ملکشاه اشاره می‌کند که چگونه روزی سلطان به عزم دیدن هلال رمضان بیرون می‌رود و ماه را پیش ازدیگران می‌بیند و معزی که در این وقت حاضر بوده این رباعی را بالبداهه می‌گوید:
| ای ماه چو ابروان یاری گویی |  | نی نی چو کمان شهریاری گویی |

| نعلی زده از زر عیاری گویی |  | در گوش سپهر گوشواری گویی |

این شعر مورد توجه ملکشاه سلجوقی قرار می‌گیرد و از راه انعام اسبی به او می‌بخشد و معزی این رباعی را می‌گوید:
| چون آتش خاطر مرا شاه بدید |  | از خاک مرا بر زبر ماه کشید |

| چون آب یکی ترانه از من بشنید |  | چون باد یکی مرکب خاصم بخشید |

سلطان ملکشاه بر او احسان‌ها می‌کند و او را به لقب امیرمعزی که برگرفته از لقب خود ملکشاه (معز الدنیا و الدین) است منسوب می‌کند.
محمد عوفی در لباب‌الالباب می‌نویسد:
سه کس از شعرا در سه دولت اقبال‌ها دیدند و قبول‌ها یافتند چنان‌که کس را آن مرتبه میسر نبود، یکی رودکی در عهد سامانیان و عنصری در دولت محمودیان و معزی در دولت سلطان ملکشاه.
معزی تا پایان عهد ملکشاه یعنی تا سال ۴۸۵ هجری قمری درخدمت این پادشاه بود. بعد از وفات او و آشفتگی کار جانشینان وی، معزی مدتی از عمر خود را در هرات و نیشابور و اصفهان بسر برد و سرگرم مدح امرای مختلف این نواحی بود تا آنکه سلطان سنجر به سلطنت رسید و امیرمعزی بدو پیوست. محمد عوفی دربارهٔ مرگ امیرمعزی نوشته است که روزی سلطان سنجر در خرگاه بود، ناگاه تیری از کمان شاه گذشت و به امیرمعزی اصابت کرد و او در حال جان سپرد.
عباس اقبال در مقدمه دیوان معزی قول عوفی را مردود دانسته و می‌نویسد معزی مدت‌ها بعد از این واقعه زنده بوده است، و اما از مرثیه‌ای که سنایی در مرگ معزی گفته معلوم می‌شود که شاعر سرانجام به همان زخم تیر درگذشته است و تاریخ مرگ او بین ۵۱۸ و ۵۲۱ هجری قمری بوده است.

## سبک معزی
ماهیت عمده شعر معزی سادگی آن است، وی معانی بسیار را در الفاظ ساده و خالی از تکلف ادا می‌کند. کوششی که او در سرودن غزلهای نغز به کار برده مسلماً وسیله مؤثری در پیشرفت فن غزلسرایی شده است. معزی درترکیب الفاظ بیشتر از شاعران دیگر اواخر قرن پنجم و اوایل قرن ششم هجری تحت تأثیر لهجهٔ عمومی عصر خود قرار گرفته است. دیوان امیرمعزی که به وسیله عباس اقبال آشتیانی مرتب و چاپ شده، ۱۸۶۲۳ بیت شعر دارد.

## نمونه اشعار
| ای ساربان منزل مکن جز در دیار یار من        |  | تا یک زمان زاری کنم بر ربع و اطلال و دمن    |
| ربع از دلم پرخون کنم، خاک دمن گلگون کنم     |  | اطلال را جیحون کنم، از آب چشم خویشتن        |
| آن جا که بود آن دلستان، با دوستان در بوستان |  | شد گرگ و روبه را مکان، شد گور و کرکس را وطن |
| ابر است بر جای قمر، زهر است بر جای شکر      |  | سنگ است بر جای گهر، خار است بر جای سمن      |
| کاخی که دیدم چون ارم، خرم‌تر از روی صنم      |  | دیوار او بینم به خم، مانندهٔ پشت شمن         |
| زین‌سان که چرخ نیلگون کرد این سراها را نگون  |  | دیار کی گردد کنون گرد دیار یار من           |

| خصم مسکین پیش خسرو کی تواند ایستاد |  | پشه کی جولان کند جایی که باد صرصر است |

| امتی را یک نبی بس، ملتی را یک کتاب |  | عالمی را یک ملک بس، لشکری را یک امیر |

| هزار مردم کژدمفسای دیدستی |  | بیا و کژدم مردمفسای بین اکنون |